# Night Changes
"Night Changes" er en sang af det irsk-britiske boy band One Direction. Den blev skrevet af Jamie Scott, Julian Bunetta og John Ryan, mens produktionen blev styret af Bunetta og Ryan. Sangen blev udgivet den 14. november 2014 som deres anden og sidste single, fra gruppens fjerde studiealbum Four. Det er også den sidste af deres singler, hvor Malik medvirker, idet han forlod gruppen i marts 2015.

## Baggrund og udgivelse
"Night Changes" blev afsløret som albummets anden single i et interview med radioværten Scott Mills. Den blev udgivet den 14. november 2014, tre dage før selve albummet blev udgivet.

## Komposition og tekst
I sammenligning med temaet i tekster som "Live While We're Young" og "Best Song Ever", så handler sangen om at leve livet og opleve kærlighed på vejen. Nummeret illustrerer en ny modenhed og udvikling for boy bandet. Harmonierne i omkvædet har en række underlæggende "Oohs", der givet sangen en dybde og mere eftertænksom tone. Sangen varer 3 minutter og 47 sekunder, og starter i A-dur, men skifter til b-dur efter 2 minutter og 28 sekunder.

## Musikvideo
Den officielle musikvideo blev udgivet 21. november 2014, og den blev instrueret af Ben Winston. Det var den sidste af One Directions videoer, hvor Zayn Malik medvirkede, idet han forlod bandet den 25. marts året efter. Liam Paynes kæreste Sophia Smith var involveret i indspilningen, men optrådte ikke i selve filmen.
Videoen er optaget fra en kvindes synspunkt, der går på date med alle medlemmerne af One Direction. De fem dates finde sted på meget forskellige steder; en date med Zayn er på en italiensk restaurant (som han tilsyneladende ejer, idet han hilser på kokken i køkkenet og introducerer sin date for tjeneren), en køretur på landet med Louis, en aften med monopoly og klodsmajor ved pejsen med Niall, skøjtetur med Harry og et tivoli med Liam.
Som deres date forgår går det fra godt til værre. Zayns' dates ekskæreste kommer ind og hælder vand og mad ud over Zayn, hvilket får hende til at forlade Zayn, mens han sidder målløs. Harry ser et par, der laver et trick op isen og forsøger at gentage det med sin date, hvorved de begge falder og kommer til skade. Liam og hans date prøver en forlystelse og han bliver svimmel og kaster op i datens hat. Niall passer ildstedet, men der går ild i hans sweater, og da han tager et håndklæde for at slukke det vælter han en kande ud over datens kjole. Slutteligt bliver Louis holdt ind til siden af politiet, og forsøger at joke med betjenten, hvorved han bliver anholdt.

## Spor
- Digital EP[10]

1. "Night Changes" (Afterhrs Remix) – 3:40
2. "Night Changes" (akustisk liveversion) – 3:40
3. "Steal My Girl" (akustisk liveversion) – 3:46

- CD single

1. "Night Changes" (Afterhrs Remix) – 3:40
2. "Night Changes" (akustisk liveversion) – 3:40

## Hitlister
| Hitliste (2014–15)                               | Højeste placering |
| ------------------------------------------------ | ----------------- |
| Australien (ARIA)                                | 33                |
| Østrig (Ö3 Austria Top 40)                       | 42                |
| Belgien (Ultratip Flanderen)                     | 1                 |
| Belgien (Ultratip Wallonien)                     | 4                 |
| Canada (Canadian Hot 100)                        | 20                |
| Tjekkiet (Singles Digitál Top 100)               | 19                |
| Frankrig (SNEP)                                  | 106               |
| Tyskland (Official German Charts)                | 79                |
| Irland (IRMA)                                    | 13                |
| Japan (Japan Hot 100)                            | 97                |
| Holland (Single Top 100)                         | 76                |
| New Zealand (RIANZ)                              | 11                |
| Slovakiet (Singles Digitál Top 100)              | 22                |
| Slovakiet (Rádio Top 100)                        | 47                |
| Spanien (PROMUSICAE)                             | 22                |
| Sverige (Sverigetopplistan)                      | 40                |
| Schweiz (Schweizer Hitparade)                    | 46                |
| Storbritannien Singles (Official Charts Company) | 7                 |
| USA Billboard Hot 100                            | 31                |
| USA Adult Contemporary (Billboard)               | 22                |
| USA Adult Top 40 (Billboard)                     | 13                |
| USA Mainstream Top 40 (Billboard)                | 14                |

| Hitliste (2015)      | Placering |
| -------------------- | --------- |
| US Billboard Hot 100 | 98        |